# Wiatrak w Cholticach
Wiatrak w Cholticach – zabytkowy wiatrak kozłowy w czeskiej gminie Litultovice, w miejscowości Choltice, w powiecie Opawa.

## Historia
Pierwotny wiatrak wzniósł w 1833 roku Augustin Foltýn w miejscowości Sádek (obecnie część gminy Velké Heraltice). W 1878 Foltýn sprzedał budowlę Františkowi Romfeldowi, który ją rozebrał i wzniósł ponownie w Cholticach. Wiatrak służył jako młyn do 1945, do 1954 służył jako magazyn złomu, po czym, nieużytkowany, zaczął popadać w ruinę. Wejście do wiatraka nie było zabezpieczone, przez co był wielokrotnie ofiarą kradzieży. W 1969 roku budowlą zainteresowały się komitet lokalny w Litultovicach, jednotné zemědělské družstvo w Litultovicach, departament turystyki powiatu Opawy oraz lokalni strażacy. Ci przeprowadzili remont, na który przeznaczono około 70 000 koron czeskich. Młyn ogrodzono oraz zamknięto, klucze przekazano jednemu z mieszkańców, który kontrolował stan techniczny wiatraka i pokazywał go turystom. W 1994 budowlę sprzedano rodzinie Romfeldów. 

## Architektura
Wiatrak jest wzniesiony w całości z drewna, na kamiennym fundamencie. W środkowej części młyna znajduje się filar, do którego przymocowana jest podłoga obu pięter. Budowla ma wysokość 12,5 metra, skrzydła są długie na 8 metrów.